# Charles Brown (músico)
Tony Russell "Charles" Brown (13 de setembro de 1922 — 21 de janeiro de 1999) foi um cantor e pianista de blues estadunidense cujo estilo suave de ritmo lento influenciou a cena norte-americana nas décadas de 40 e 50, tendo diversos êxitos, incluindo "Driftin' Blues" e "Merry Christmas Baby".

## Início de vida
Brown nasceu em Texas City, Texas. Era um menino que amava a música e recebeu formação de música clássica no piano. Graduou-se na Escola Secundária Central em Galveston, em 1939, e na Universidade de Prairie View A&M em 1942, com uma licenciatura em Química. Logo se tornou um professor de química no George Washington Carver High School em Baytown, também trabalhou no Arsenal de Pine Bluff em Pine Bluff, Arkansas e como aprendiz de eletricista em um estaleiro em Richmond, Califórnia, antes de estabelecer-se em Los Angeles em 1943.

## Carreira

### Primeiros êxitos com Johnny Moore
Em Los Angeles, a afluência de afro-americanos durante a Segunda Guerra Mundial criou um sistema integrado de clubes noturnos, onde artistas negros buscavam minimizar os elementos mais ásperos do blues. O estilo dos blues-club se tornou popular, representado pelo jazz no piano de Nat King Cole. Quando Cole deixou Los Angeles para atuar a nível nacional, seu lugar foi tomado por Johnny Moore's Three Blazers, com Brown no piano e voz.
O Three Blazers firmou contrato com a Exclusive Records e sua gravação de "Drifting Blues", de 1945, com Brown no piano e no vocal, chegou ao topo da Billboard R&B chart durante seis meses. Brown liderou o grupo em uma série de êxitos para a Aladdin nos seguintes três anos, alguns desses êxitos foram "New Orleans Blues", a versão original de "Merry Christmas Baby" (de 1947) e "More than you know" (1948). Brown influenciou  artistas como Floyd Dixon, Cecil Gant, Ivory Joe Hunter, Percy Mayfield, Johnny Ace e Ray Charles.

### Carreira solo
Na década de 40, um aumento da popularidade dos blues foi impulsado por um público cada vez maior entre os adolescentes brancos no sul dos Estados Unidos, e rapidamente se estendeu ao norte e ao oeste. Cantores de blues como Louis Jordan, Wynonie Harris e Roy Brown estavam recebendo muita atenção.
Brown deixou os Three Blazers em 1948 e seguiu carreira solo. Seu êxito final por vários anos foi "Hard Times" em 1952. Seu enfoque era demasiado suave para sobreviver à transição para os elementos mais duros do rock and roll.

### Anos finais de sua carreira
Na década de 80 Brown fez uma série de shows em Nova York no Night Club Tramps. Como resultado destas aparições firmou um contrato de gravação com a Blue Side Records e gravou One More for the Road em três dias.
Começou de novo a gravar e atuar, juntamente com o guitarrista Danny Caron, com o maior êxito que havia alcançado desde a década de 50. Outros membros de suas turnês incluíam Clifford Saloman, Ruth Davies e Gaylord Abedul.

### Homenagens
Brown entrou para o Rock and Roll Hall of Fame , recebeu o National Heritage Fellowship da Fundação Nacional para as Artes e o Prêmio W. C. Handy.

## Morte
Brown morreu de insuficiência cardíaca congestiva em 1999 em Oakland, Califórnia, e foi enterrado no Inglewood Park Cemetery, em Inglewood, Califórnia.

## Discografia

### Aladdin Records. Como Charles Brown Trio, Charles Brown e Sua Banda, Charles Brown & Band)
- 3020 "Get Yourself Another Fool" (RR609) b/w "Ooh! Ooh! Sugar" (RR608), 1948, released 1949  (Billboard R&B chart #4)[10]
- 3021 "A Long Time" (RR617) (Billboard R&B chart #9) b/w "It's Nothing" (RR612) (Billboard R&B chart #13), 1949
- 3024 "Trouble Blues" (RR613) b/w "Honey Keep Your Mind on Me" (RR600), 1949 (Billboard R&B chart #1, 15 weeks)
- 3030 "In the Evening When the Sun Goes Down" (RR611) b/w "Please Be Kind" (RR616), 1949 (Billboard R&B chart #4)
- 3039 "Homesick Blues" (RR603) b/w "Let's Have a Ball" (RR677), 1949 (billed as Charles Brown & His Smarties) (Billboard R&B chart #5)
- 3044 "Tormented" (RR673) b/w "Did You Ever Love a Woman" (RR679), 1949, released 1950
- 3051 "My Baby's Gone" (RR1521) b/w "I Wonder When My Baby's Coming Home" (RR604), 1950 (Billboard R&B chart #6)
- 3060 "Repentance Blues" (RR1522) b/w "I've Got That Old Feeling" (RR1529), 1950
- 3066 "I've Made Up My Mind" (RR1528) b/w "Again" (RR1520), 1950
- 3071 "Texas Blues" (RR1525) b/w "How High the Moon" (RR607), 1950
- 3076 "Black Night" (RR1619) b/w "Once There Lived a Fool" (RR1623), 1950, released 1951 (Billboard R&B chart #1, 14 weeks)

### Imperial (todos, Aladdin masters, como Charles Brown)
- 5830 "Fool's Paradise" (reissue) b/w "Lonesome Feeling" (reissue), 1962
- 5902 "Merry Christmas Baby" (reissue) b/w "I Lost Everything" (reissue), 1962
- 5905 "Drifting Blues" (reissue) b/w "Black Night" (reissue), 1963
- 5961 "Please Don't Drive Me Away" (reissue) b/w "I'm Savin' My Love for You" (RR2330), 1963

### East West (subsidiária da Atlantic)
- 106 "When Did You Leave Heaven" (EW-2753) b/w "We've Got a Lot in Common" (EW-2755), 1957, released 1958

### Ace Records
- 561 "I Want to Go Home" (with Amos Milburn) (S-253) b/w "Educated Fool" (with Amos Milburn) (S-254), 1959
- 599 "Sing My Blues Tonight" (S-843) b/w "Love's Like a River" (S-844), 1960

### King
- 6094 "Regardless" (K12330) b/w "The Plan" (K12331), 1967
- 6192 "Hang On a Little Longer" (K12723) b/w "Black Night" (K12724) (re-recording), 1968
- 6194 "Merry Christmas Baby" (K12725) (re-recording) b/w "Let's Make Every Day a Christmas Day" (K10946), 1968
- 6420 "For the Good Times" (K14276) b/w "Lonesome and Driftin'" (K14277), 1973

### LPs e CDs originais
- 1989 Charles Brown & Johnny Moore's Three Blazers: Sail On Blues, recorded 1945–1947 (Jukebox Lil JB-1106)
- 1990 All My Life (Bullseye Blues 9501)[11]

### Outros trabalhos
- 1997 Lost & Found Houston Person (32 Jazz), previously unreleased Muse album Sweet Slumber, recorded 1991
- 1997 Straight Up with a Twist, Kitty Margolis (Mad-Kat)
- 1999 Meet Me Where They Play the Blues, Maria Muldaur (Telarc)
- 2010 Everyday Living, Hawkeye Herman (Blue Skunk Music)